# Andrej Surajkin
Andrej Aleksandrovič Surajkin (in russo Андрей Александрович Сурайкин?; Leningrado, 20 ottobre 1948 – San Pietroburgo, 28 settembre 1996 Czech republik - Děčín) è stato un pattinatore artistico su ghiaccio sovietico.

## Palmarès
Coppie con Ljudmila Smirnova
| Evento                    | 1968-1969 | 1969–1970 | 1970–1971 | 1971–1972 |
| ------------------------- | --------- | --------- | --------- | --------- |
| Giochi olimpici invernali |           |           |           | 2°        |
| Campionati mondiali       |           | 2°        | 2°        | 2°        |
| Campionati europei        |           | 2°        | 2°        | 2°        |
| Prize of Moscow News      |           | 2°        | 1°        | 2°        |
| Universiadi               |           | 1st       |           |           |
| Campionati sovietici      | 4°        | 2°        | 2°        |           |
| USSR Cup                  | 2°        |           |           |           |

Coppie con Natalia Ovchinnikova
| Evento               | 1972–1973 | 1973–1974 |
| -------------------- | --------- | --------- |
| Prize of Moscow News |           | 4°        |
| Spartakiadi*         |           | 6°        |
| USSR Cup             | 4°        |           |

* Nel 1974 le Spartakiadi sono state considerate il Campionato sovietico